# Min Sang-gi
Đây là một tên người Triều Tiên, họ là Min.
Min Sang-Gi (tiếng Hàn Quốc: 민상기; sinh ngày 27 tháng 8 năm 1991) là một tiền vệ bóng đá Hàn Quốc, thi đấu cho Asan Mugunghwa, cho mượn từ Suwon Samsung Bluewings.